# مجموعه سمنگان
مجموعه سمنگان مربوط به دوره صفوی است و در ۴۵ کیلومتری شمال غربی تربت جام واقع شده و این اثر در تاریخ ۱۶ فروردین ۱۳۷۷ با شمارهٔ ثبت ۱۹۸۸ به‌عنوان یکی از آثار ملی ایران به ثبت رسیده است.